# Asha Sumputh

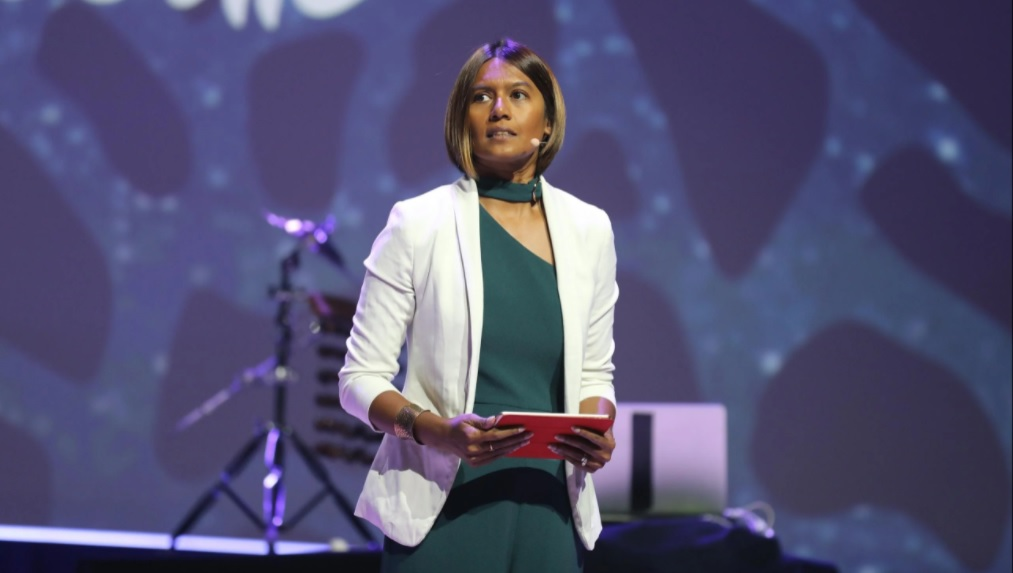
IUCN World Conservation Congress Marseille 2020

Asha Sumputh est une productrice, journaliste, présentatrice de télévision et entrepreneure française et Mauricienne, originaire de l’Île Maurice.
Elle est passionnée par l’impact positif des médias sur les questions liées au développement durable, droits humains, climat, énergie, biodiversité, technologie et la RSE principalement.
Elle est la fondatrice et Directrice de Rédaction du site d'actualités panafricaines africa-on-air.com et la PDG de Waterlily Project, une agence de conseil engagée dans la promotion du développement durable, donnant la priorité au partage d'informations de qualité, en Europe et en particulier sur les marchés émergents tels que l'Afrique, l'Asie et l'Amérique latine.
Elle est, depuis 2024, Ambassador for the Circular Bioeconomy Alliance (CBA), nommée par le Roi Charles d’Angleterre.
Une organisation ayant pout objectif d'accélérer la transition vers une bio-économie circulaire, axée sur la nature et neutre sur le plan climatique, inclusif et alimente la prospérité.

## Biographie

### Enfance, éducation et débuts
Asha naît et a grandi à l’Île Maurice, une île cosmopolite et anglophone qui lui permet aujourd’hui de maîtriser quatre langues notamment l'anglais, le français, le hindi et le créole mauricien. 
Son grand-père était le 1er des Premiers Ministres à l’indépendance du pays.
Elle est journaliste et grand reporter Franco-Mauricienne, titulaire d'une formation en économie, finance et politique. Elle est diplômée des universités de Cambridge et de Paris I Panthéon- Sorbonne,.

### Carrière
Elle commence sa carrière dans l’industrie de la mode pour des marques comme L'Oréal, Yves Rocher, Sonia Rykiel, Dior et Chanel. Elle rejoint i-Télé en 2007, avec une première expérience en télévision en France pour le groupe Canal +,.
Sa formation en finance, économie et politique lui permet d'intervenir et modérer des événements aux quatre coins du monde sur les grandes tendances mondiales : climat, biodiversité, droits humains, politique, géopolitique, énergie, nouvelles technologies, expérience client,. 
Elle présente sur la chaîne Américaine CNBC, le magazine « Sustainable Energy » et « Le Club » et des hors série comme « Hebdo Com »  sur BFM Business. Depuis septembre 2015, elle produit et présente deux magazines « Business Africa » et « Initiative Africa » qui présentent les points clés de la situation économique et politique du continent Africain,. Elle intervient souvent au 1er salon technologique du monde, le « CES » à Las Vegas, à la « Milan Design Week » et anime des conventions internationales devant des milliers de participants dans une soixantaine de pays. 

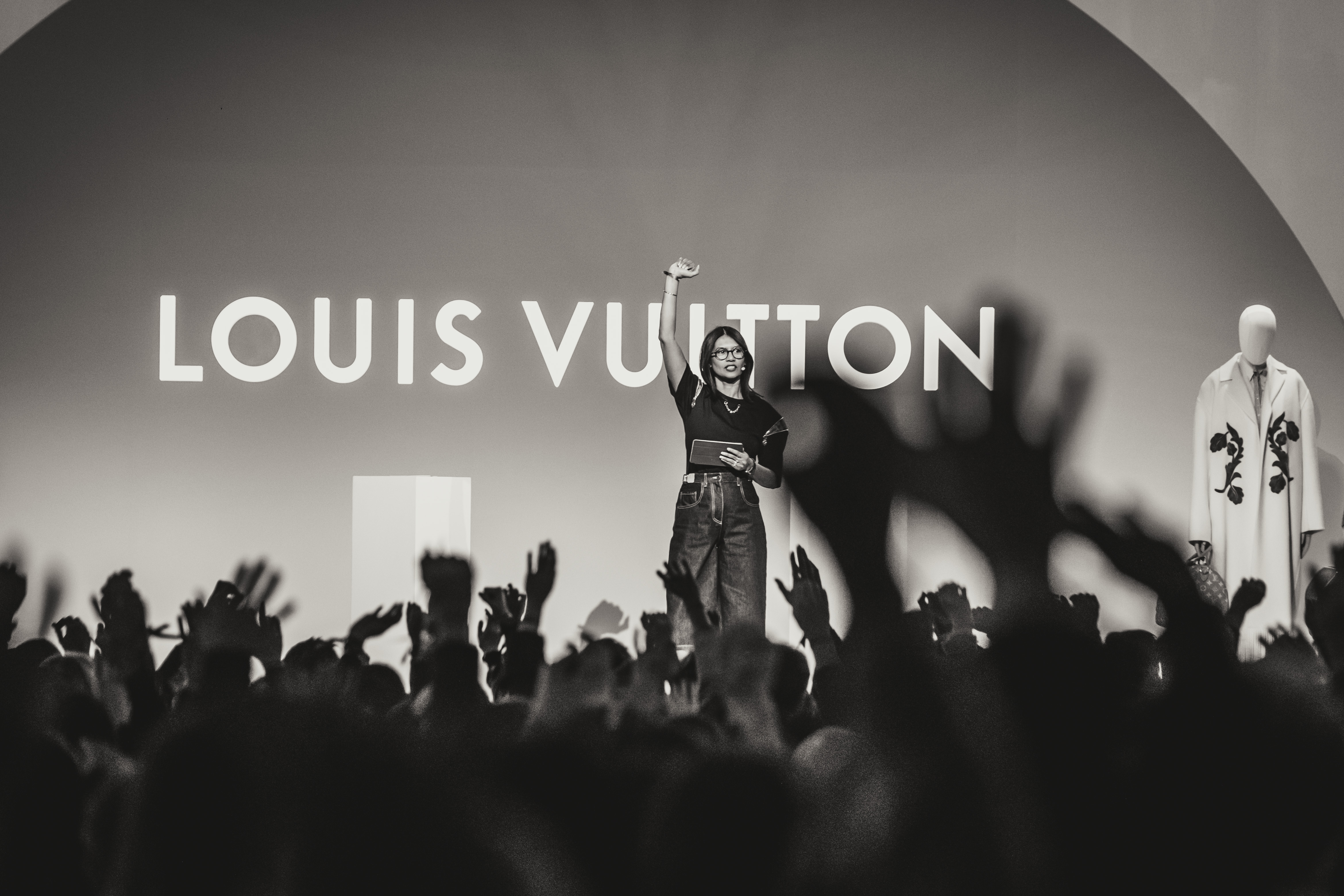
Carrousel du Louvre 2024

Elle voyage dans plus de 60 pays et travaille sur tous les continents, des États-Unis à l’Asie en passant par l'Afrique et l’Europe.
Elle enseigne également à l’École Nationale d’Administration (ENA), le CUEJ,  à l’École de Management de Sorbonne (EMS-Université de Paris 1 Panthéon-Sorbonne), et à l'EM de Strasbourg.